# 程庄镇 (砀山县)
程庄镇，是中华人民共和国安徽省宿州市砀山县下辖的一个乡镇级行政单位。

## 行政区划
程庄镇下辖以下地区：
程庄村、柴市村、衡楼村、龙泉寺村、坡里王屯村、张暗李楼村、周集村、王明集村、冯庄村、赵楼村、吴庄村和闸口王集村。